# Silas Silvius Njiru
Silas Silvius Njiru (10 de outubro de 1928 - 28 de abril de 2020) foi um bispo católico romano queniano.
Njiru nasceu no Quénia e foi ordenado ao sacerdócio em 1955. Foi bispo titular de Maturba e bispo auxiliar da Diocese de Meru, Quénia, em 1975 e 1976. Njiru serviu então como bispo da Diocese de Meru de 1976 a 2004.

## Morte
Njiru morreu em 28 de abril de 2020 em Rivoli, Piemonte, Itália, de COVID-19.